# Baybars al-Mansûrî
Bàybars al-Mansurí (1245 circa – 4 settembre 1325) fu un comandante militare e storico mamelucco del secolo XIII, governatore di Al-Karak durante il regno di Al-Mansûr Sayf ad-Dîn Qala'ûn al-Alfi (Qalawun).

## Biografia
Ha iniziato la sua carriera come mamelucco di Qalawun. Nel 1265 ha preso parte alla campagna di Bàybars I in Siria e nel 1266 contro il Regno della Piccola Armenia e la Siria di nuovo; nel 1268 è stato all'assedio di Antiochia e nel 1275 ha partecipato ad un'altra campagna in Armenia Minore. 
Nel 1280 il Sultano kipchak Qalawun salì al trono e nel 1286 lo nominò governatore di Kerak.
Nel 1291 il nuovo sultano al-Malik al-Ashraf Khalīl ben Qala'ûn, figlio e successore di Qalawun, lo destituisce. 
Torna in Egitto e prende parte all'assedio di S. Giovanni d'Acri (1291) e in Kalat al-Rum nell'Asia Minore (1292) e a due spedizioni contro gli Ilkhanidi. 
Nel dicembre del 1293 salì al trono per la prima volta An-Nâsir Muhammad ben Qalâ'ûn, e Baybars fu nominato generale (mukaddam alf) e dawatdar (capo della cancelleria).
Quando Lajin salì al trono (1297) perde il suo posto che aveva tenuto sotto Kitbugha (Al-Adil Zayn ad-Dîn Kitbugha al-Mansur) (1295-1297), ma è stato reintegrato nella carica quando An-Nâsir Muhammad tornò al potere e per undici anni ritornò al suo servizio ricoprendo diverse funzioni amministrative e militari fino a quando perde la carica di dawatar nel 1304 / 1305; da allora An-Nâsir Muhammad è stato completamente alla mercé dei Mamelucchi Baybars II al-Jashankir e dell'Emiro Sayf al-Din Salar e non aveva alcuna influenza sul potere. 
Nel febbraio del 1309 Bàybars sostenne ancora An-Nâsir Muhammad che fu rimesso sul trono e il Sultano gli attribuì diverse funzioni amministrative fino al 1º ottobre del 1311, quando diventò viceré d'Egitto (naib al-Saltana), la seconda carica del regno dopo il Sultano. 
Ha servito meno di un anno fino a quando fu deposto nel mese di agosto 1312 e incarcerato in Alessandria d'Egitto, dove rimase cinque anni. 
Liberato nel 1317 si ritirò e morì il 4 settembre del 1325 a circa 80 anni.

## Opere
Ha scritto una storia generale dell'Islam fino al 1324, dal titolo Zubdat al-fikra fi tarikh al-hidjra. 
Ha anche scritto un breve pezzo sulla storia dei Mamelucchi intitolata al-Tuhfa al-mulukiyya fi l-dawla al-turkiyya. 
Si è certi che egli abbia scritto anche un racconto intitolato al-Latif fi akhbar al-khalaif.